# سید محمد سیف‌زاده
سید محمد سیف‌زاده (زادهٔ ۱۳۴۶ در خرم‌آباد) کارگردان، مستندساز، تهیه‌کننده، فیلم‌نامه‌نویس و نویسنده اهل ایران است.

## زندگی‌نامه
سیدمحمد سیف‌زاده متولد ۶ مهر سال ۱۳۴۶ خورشیدی در خرم‌آباد است. تحصیلات خود را در مدارس سعدی، شهریاران و ملک‌الشعراء بهار طی نمود و پس از آن در رشتۀ سینما در دانشگاه هنر تهران نزد اساتیدی همچون جابر عناصری، هوشنگ کاووسی، هوشنگ طاهری، بزرگمهر رفیعا و جمال میرصادقی تحصیل کرد.
وی آثار متعددی در زمینه فیلمسازی و تألیف کتاب‌های تاریخی منتشر ساخته و بنیانگذار دانشنامه لرستان است. ایشان جوایزی در زمینه فیلمسازی و تالیف دریافت داشته ودرسال۱۳۸۱ توسط رییس وقت سازمان صدا و سیما و نیز در سال  ۱۴۰۰ توسط وزیر وقت فرهنگ و ارشاد اسلامی طی مراسمی مورد تجلیل  قرارگرفت. همچنین در روز نکوداشت شهر خرم آباددرسال۱۴۰۲به عنوان چهره ماندگار شهر از او به پاس یک عمر تلاش برای لرستان مورد قدردانی و سپاس قرارگرفت.

## آثار سینمایی و تلویزیونی

### فیلم و سریال
- مجموعه تلویزیونی سور و سوگ ۱۳۷۰، شبکه اول سیما
- سینمایی آخرین تک سوار ۱۳۷۵[۹][۱۰]
- مجموعه تلویزیونی دیار به یاد ماندنی ۱۳۸۱–۱۳۸۲، برنده یازدهمین جشنواره تولیدات سیما کشور[۱۱]
- مجموعه تلویزیونیروزگار دلدادگی[۱۲]
- مجموعه تلویزیونی کوی افلاک ۱۳۹۲، شبکه افلاک[۱۳]

### فیلم‌های داستانی
- آنگاه خورشید خاموش می‌شود[۱۴]
- درخت یادگاری
- فیلم داستانی قدم‌خیر[۱۵]

### فیلم‌های کوتاه
- کولی‌ها؛ برنده هشتمین جشنواره سینمای جوان به عنوان بهترین کارگردانی و بهترین فیلم مستندکشور درسال ۱۳۶۸ خورشیدی
- خانه‌ای رو به آفتاب؛ برنده بهترین فیلم مستند جشنواره سیمای استان‌ها
- شاهزاده احمد؛ پخش از شبکه دوم سیما
- خانه در نسیم باد[۱۶]
- قصه نانوشته (زندگی یهودیان خرم‌آباد)[۱۷]
- فیلم کوتاه هیمه آومالک؛ برنده جشنواره فیلم رضوی
- فیلم مستند هوشنگ اعظمی

## فیلم های بلند مستند
- گنجینه موسیقی لرستان: از آغاز تاکنون
- کهنسالان خاطرات بزرگان و پیشگامان فرهنگ هنر و اقتصاد و تجارت
- بهار در لرستان (آداب و رسوم نوروز)
- آفتاب بروجرد (زندگینامه سید حسین طباطبایی بروجردی)
- مومه هنرمند خندان نگاهی به هنرهای نمایشی و بومی
- ناگفته‌های تاریخ؛ لرستان ۸۰قسمت وناگفته‌های انقلاب ۱۲قسمت شبکه افلاک
- فیلم بلند رضا دوباره می‌خواند؛ تنها روایت زندگی رضا سقایی چهرهماندگارموسیقی لری پروانه و مجوز اکران وزارت فرهنگ و ارشاد اسلامی ایران
- زندگی‌نامه عبدالحسین زرین‌کوب، عبدالمحمد آیتی، سید جعفر شهیدی و مهرداد اوستا با عنوان مفاخر سرزمین[۱۸][۱۹]

## آثار مکتوب
- یادنامه استاد اسفندیار غضنفری امرایی ۱۳۷۳[۲۰]
- افسانه‌های بومی لرستان به سفارش سازمان میراث فرهنگی ۱۳۷۰ خورشیدی
- پیشینه تاریخی موسیقی لرستان؛ ناشر افلاک میراث فرهنگی ۱۳۷۱[۲۱]
- علما در روشنای تاریخ؛ زندگینامه و خاطرات روحانیت لرستان از قاجار تا پهلوی[۲۲][۲۳]
- تاریخ هنر و اندیشه در لرستان
- حنجره‌های عاشورایی؛ همراه با لوح فشرده تصویری و صوتی[۲۴][۲۵]
- نانوشته‌های لرستان؛ زندگینامه کلیمیان در لرستان
- ایل نامه لرستان
- شهرنامه خرم‌آباد